# اقامتگاه یاگی

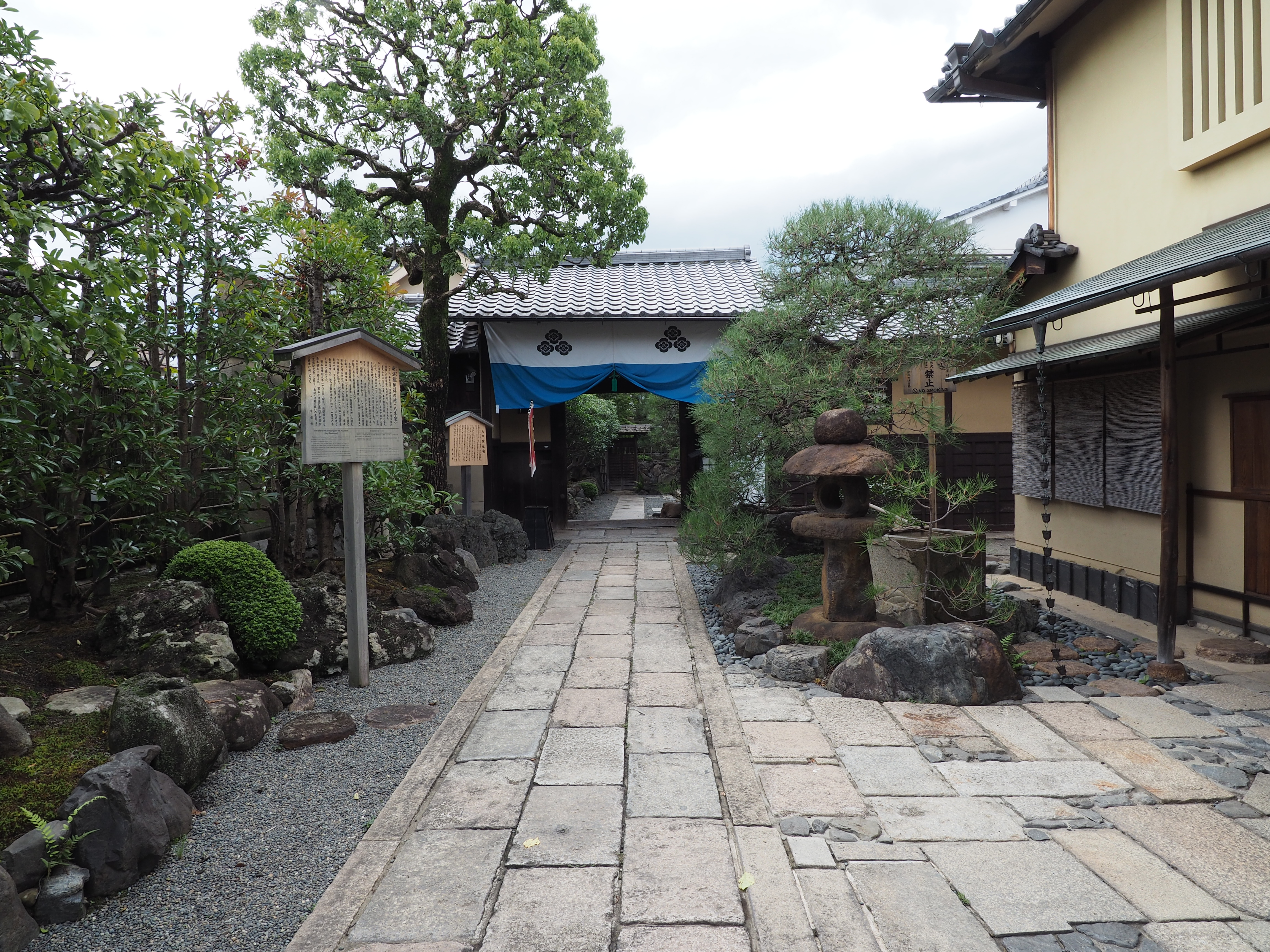
عمارت یاگی گننوجو

اقامتگاه یاگی (به ژاپنی: 八木邸) یا محل سکونت خانواده یاگی، یک خانه متعلق به یک گوشی (سامورایی) (رده‌های پایین طبقه سامورایی) به نام یاگی گننوجو در میبو (شهر کیوتو) در جنوب غربی ناکاگیو، کیوتو در کیوتو است. در اواخر دوره ادو، از آن به عنوان سربازخانه شینسنگومی استفاده می‌شد. در بهار سال ۱۸۶۳ (سال سوم بونکیو (دوره)) در پایان دوره ادو، روشی‌هایی (رونین‌هایی) که برای محافظت از شوگون چهاردهم توکوگاوا ایه‌موچی به کیوتو آمدند، در روستای میبو، به دنبال اقامتگاه بودند، اما به زودی آنها به ادو برگشتند. با این حال، ۱۳ نفر از آنها که در خانه خانواده یاگی اقامت داشتند،

## نمای کلی
از سال ۲۰۲۴ (ریوا ۶)، این ساختمان هنوز توسط نوادگان  یاگی گننوجو اداره می‌شود و به عنوان یک ساختمان تاریخی برای عموم آزاد است. بقایایی مربوط به شینسنگومی وجود دارد، از جمله زخم شمشیری که گفته می‌شود هنگام ترور سریزاوا کامو ایجاد شده است.

## معبد میبووشینتوکو-جی
معبد شینتوکو-جی در نزدیکی این خانه همچنین به عنوان اولین صحنه برای شینسنگومی‌ها شناخته می‌شود، کسانی که در اواخر دوره ادو (پایان شوگون‌سالاری توکوگاوا) فعال بودند. در سالن اصلی معبد شینتوکو-جی بود که کیوکاوا هاچیرو، رهبر روشی-گومی، سلف شینسنگومی، که به کیوتو آمده بود، روشی‌ها (رونین‌ها) را جمع کرد و سخنرانی بزرگی ایراد کرد. کیوکاوا و افرادش به ادو بازگشتند و گفتند که از سوننو-جوئی («به امپراتور احترام می‌گذارند و بربرها را بیرون می‌کنند») پیروی می‌کنند، اما گروه کوندو ایسامی که در اقامتگاه یاگی اقامت داشتند، روشی-گومی به رهبری کیوکاوا را ترک کردند و گفتند: «نقش ما حفظ قدرت شوگون‌سالاری است» و در کیوتو ماندند. این تولد شینسنگومی بود.
درست در شمال معبد میبو، خانه خانواده یاگی، محل سابق پادگان می‌بوی شینسنگومی قرار دارد. معبد میبو واقعاً برای طرفداران شینسنگومی یک مکان مقدس است.

## اقامتگاه شینسنگومی
در ۲۳ ماه دوم از ۱۸۶۳، کوندو ایسامی و هفت عضو دیگر از مدرسه شمشیرزنی شیئیکان که به عنوان بخشی از روشیگومی (گروهی از سامورایی‌های بدون ارباب) به کیوتو آمده بودند در این مهمانخانه اقامت کردند. پس از آن، هنگامی که روشیگومی‌ها به ادو عقب‌نشینی کردند، ۱۳ اعضای پایه‌گذار شینسنگومی که در کیوتو باقی ماندند، و در این اقامتگاه سکونت داشتند عبارت بودند از:
جناح سریزاوا (گروه میتو):
1. کامو سریزاوا
2. گورو هیرایاما
3. نی‌ایمی نیشیکی
4. کنجی نوگوچی
5. جوسوکه هیراما

در ۱۶ مارس همان سال، تابلویی با عنوان «اقامتگاه‌های شینسنگومی در قلمرو ماتسودایرا هیگونوکامی» بر روی تیر دروازه سمت راست اقامتگاه یاگی‌ها آویزان شد. پس از آن، تعداد اعضا به تدریج افزایش یافت و خانواده نمی‌توانست از آنها پذیرایی کند، بنابراین خانواده مائکاوا و خانواده نانبو نیز محل اقامت آنها را فراهم می‌کردند.
پس از آنکه کوندو کنترل را به دست گرفت، نظم و انضباط شینسنگومی سختگیرانه‌تر شد و حادثه ایکِه‌دایا نقطه عطفی برای این گروه بود، اما در تابستان ۱۸۶۵، این گروه مقر خود را به نگهبانی تایکو در معبد نیشی هونگانجی منتقل کرد زیرا میبو بیش از حد تنگ شده بود.
جناح کوندو (گروه شیئیکان):
1. ایسامی کوندو
2. توشیزو هیجیکاتا
3. هاجیمه سایتو
4. گنزابورو اینواوئه
5. سوجی اوکیتا
6. کیسوکه یامانامی
7. سانئوسوکه هارادا
8. هیسوکه تودو

نیز در همان زمان در «اقامتگاه مائه‌کاوا» (前川邸) در همان روستای میبو سکونت داشتند. ینسنگومی‌ها حدود دو سال از اقامتگاه‌های یاگی و مائکاوا به عنوان سربازخانه خود استفاده کردند. اقامتگاه دیگر به نام اقامتگاه نانبو (南部邸) نیز محل سکونت آنها بود که در حال حاضر دیگر وجود ندارد.
در ۱۰ مارس ۱۸۶۵، شینسنگومی‌ها اقامتگاه مائکاوا را ترک کردند، به این دلیل که تعدادشان بسیار زیاد شده بود و قرار است سربازخانه‌های خود را به معبد نیشی هونگانجی منتقل کنند.

### محل ترور سریزاوا
در ۱۸ سپتامبر همان سال، کامو سریزاوا، گورو هیرایاما و دو نفر دیگر در اتاق داخلی اقامتگاه یاگی ترور شدند.

## دارایی فرهنگی
در ۱ ژوئن ۱۹۸۳، این بنا توسط شهر کیوتو به عنوان یک دارایی فرهنگی ملموس تعیین شد.